# Sayyad (distrikt)
Sayyad är ett distrikt i Afghanistan. Det ligger i provinsen Sar-e Pol, i den norra delen av landet, 400 kilometer nordväst om huvudstaden Kabul. Administrativ huvudort är Sayyad.
Distriktet beräknades år 2022 ha cirka 64 000 invånare.